# محطة قطار تل أبيب – هشلوم

تصميم المحطة

محطة قطار تل أبيب – هشلوم (بالعبرية: תחנת הרכבת תל אביב – השלום) «وتعني السلام» هي واحدة من أربع محطات قطار تقع في تل أبيب وتعمل على خطوط السكك الحديدية الإسرائيلية. تقع المحطة في وسط طريق أيالون السريع على سكة حديد أيالون وتقع بالقرب من مركز عزرائيلي وطريق هشلوم ومن هنا جاءت تسمية المحطة.
كما تقع المحطة عند الكيلومتر 94.563 من الخط الرئيسي لسكك الحديدية الإسرائيلية. جعل منها موقعها في مركز المدينة وجنبًا لقاعدة هكرياه ومركز عزرائيلي وعدد من أبراج المكاتب الأخرى المحطة الرائدة في البلاد من حيث عدد المسافرين.
المحطة متصلة بمركز عزرائيلي من خلال جسر. بوابة الخروج الرئيسية من المحطة تقع على جسر حاييم لاندو.

## تاريخ
بنيت المحطة بين سنتي 1994 و1996 على نمط ما بعد الحداثة حيث كان التصميم مبتكرًا في ذلك الوقت في إسرائيل بفضل هيكلها الخفيف الذي تضمن العديد من العناصر المعلقة واعتماد أسلوب الجملون. عندما افتتحت المحطة كان فيها رصيفين جانبيين على كلا جانبي سكة حديد مزدوجة.
في عام 2001 قُرر إضافة سكة حديدية إضافية على الخط وبالتالي نشأت حاجة لإضافة رصيف آخر في المحطة. وبعد العديد من التأخيرات افتتح أخيرًا الرصيف الثالث والسكة الثالثة في 2 سبتمبر 2006.

## خطوط الحافلات إلى المحطة
| الخط | الشركة        | المسار | ملاحظات إضافية          |
| ---- | ------------- | --- | ----------------------- |
| 8    | دان           | الجامعة - جادة لفي أشكول - شارع ديزنغوف - ديزنغوف سنتر - محطة قطار هشلوم - ياد إلياهو - طريق موشيه ديان - نفيه إليعازر - محطة هطيّسيم                                                                                                  | ♿                      |
| 23   | دان           | محطة كرمليت - شارع شينكين - محطة قطار هشلوم - طريق السلام - غفعتاييم، بيت هفيرد - مول غفعتاييم - حي أرولوزروف | ♿                      |
| 36   | كافيم         | محطة ريدنغ - شارع ابن غفيرول - بلدية تل أبيب - محطة قطار هشلوم - طريق موشيه ديان - طريق هطيّسيم - محطة هطيّسيم - مبدل مسوفيم - أور يهودا، الإسكان الحكومي - كريات جيورا - محطة أور يهودا                                                | ♿                      |
| 56   | كافيم         | محطة ريدنغ - شارع ابن غفيرول - بلدية تل أبيب - محطة قطار هشلوم - طريق السلام - غفعتاييم، طريق السلام - رمات غان، محطة ألوف سديه - جامعة بار إيلان - كريات أونو، سبورتيك - حي كيراون - سفيون - يهود، ريمز - طريق الاستقلال - محطة يهود | ♿                      |
| 62   | دان           | محطة ريدنغ - شارع هيركون - غوردون - شارع ديزنغوف - ديزنغوف سنتر - محطة قطار هشلوم - غفعتاييم، كاتزينلسون - طريق بن غوريون - رمات غان، محطة ألوف سديه                                                                                  | ♿                      |
| 64   | إلكترا أفيكيم | المحطة المركزية الجديدة - جادة روتشيلد - محطة قطار هشلوم - غفعتاييم، طريق السلام - رمات غان، محطة ألوف سديه - جامعة بار إيلان - بتاح تكفا، كفار غنيم ج - عين غنيم - هدار غنيم-عميشاف                                                  | ♿                      |
| 91   | متروبولين     | محطة هطيّسيم - طريق موشيه ديان - محطة قطار هشلوم - طريق بيغن - محطة قطار مركاز - طريق نمير - كلية لفينسكي للتربية - مبدل غليلوت - هرتسليا، مول أرينا - مارينا هرتسليا                                                                  |                         |
| 115  | متروبولين     | محطة ريدنغ - شارع هيركون - غوردون - ديزنغوف سنتر - محطة قطار هشلوم - ياد إلياهو - رمات غان، ألوف سديه -مبدل بار إيلان - كريات أونو | ♿                      |
| 116  | دان           | الجامعة - رمات أفيف - طريق نمير - طريق بيغن - طريق السلام - غفعتاييم - رمات غان، طريق ألوف سديه - محطة ألوف سديه - جامعة بار إيلان - كريات أونو                                                                                       | ♿                      |
| 200  | إيجد          | ريشون لتسيون - محطة قطار هشلوم - رمات غان - شارع أبا هيلل - منطقة البورصة - تل أبيب، طريق بيغن - ريشون لتسيون | دائري                   |
| 274  | إيجد          | كريات عكرون - رحوفوت - نيس تسيونا - ريشون لتسيون - مفترق حولون - محطة قطار هشلوم - جامعة تل أبيب | ♿ باتجاه تل أبيب فقط   |
| 278  | متروبولين     | المحطة المركزية الجديدة - الكنيس الكبير - محطة قطار هشلوم - طريق السلام - غفعتاييم - رمات غان، ألوف سديه - جامعة بار إيلان - إلعاد |                         |
| 364  | إلكترا أفيكيم | محطة 2000 – محطة قطار هشلوم – غفعتاييم، طريق السلام – رمات غان، ألوف سديه – محطة ألوف سديه – جامعة بار إيلان – بتاح تكفا، كفار غنيم - عين غنيم – تقاطع غنيم – المنطقة الصناعية سغولاه                                                 | ♿                      |
| 472  | إلكترا أفيكيم | المحطة المركزية الجديدة - محطة قطار هشلوم - طريق السلام - غفعتاييم - رمات غان، محطة ألوف سديه - جامعة بار إيلان - مبدل شعريه - روش هاعين، شبزي - تساهل - نفيه افك - بغوت افك                                                          |                         |
| 473  | إلكترا أفيكيم | المحطة المركزية الجديدة - محطة قطار هشلوم - طريق السلام - غفعتاييم - رمات غان، محطة ألوف سديه - جامعة بار إيلان - مبدل شعريه - روش هاعين، شبزي - المقبرة - نفيه أوفيك - بسغوت أوفيك                                                   |                         |
| 477  | إلكترا أفيكيم | محطة 2000 - طريق بيغن - محطة قطار هشلوم - طريق السلام - غفعتاييم - رمات غان، ألوف سديه - جامعة بار إيلان - روش هاعين، متسبيه افك - بسغوت افك                                                                                          |                         |
| 478  | إلكترا أفيكيم | محطة 2000 - طريق بيغن - محطة قطار هشلوم - طريق السلام - غفعتاييم - رمات غان، ألوف سديه - جامعة بار إيلان - روش هاعين، حديقة افك الصناعية                                                                                              |                         |
| 559  | إلكترا أفيكيم | محطة ريدنغ - شارع بن يهودا - سوق الكرمل - محطة قطار هشلوم - غفعتاييم، طريق السلام - رمات غان، ألوف سديه - محطة ألوف سديه - جامعة بار إيلان - بتاح تكفا، كفار غنيم ج - مدرسة مرحبيه - تقاطع سيركين - هدار غنيم-عميشاف                  | ♿🌙                    |
| 710  | نعيم بسوفش    | شاطئ تل باروح - رمات أفيف - الجامعة - شارع بن يهودا - شارع ابن غفيرول - محطة قطار هشلوم - طريق موشيه ديان - رمات غان، ألوف سديه - كريات أونو، بسغات أونو                                                                              | الخدمة في نهاية الأسبوع |

- ♿ ملائم لخدمة ذوي الاحتياجات الخاصة
- 🌙 خط ليلي

## خطوط
تتوقف في المحطة جميع القطارات على خطوط نهاريا – بئر السبع، بنيامينا – أشكلون، رعنانا – تل أبيب – بئر السبع، نتانيا – بيت شيمش، ونهاريا – موديعين باستثناء بعض القطارات الليلية من وإلى مطار بن غوريون.

## معلومات
1. ↑  تسمية الخط الرئيسي لسكك الحديدية الإسرائيلية تُشير إلى السكك الحديدية التي تقطع إسرائيل من الشمال إلى الجنوب؛ من نهاريا وحتى محطة الشحن في جبل تسين في النقب.